# Tiszaszalka
Tiszaszalka là một thị trấn thuộc hạt Szabolcs-Szatmár-Bereg, Hungary. Thị trấn này có diện tích 14,95 km², dân số năm 2010 là 843 người, mật độ 56 người/km².